# Hòa Mỹ, Cái Nước
Hòa Mỹ là một xã thuộc huyện Cái Nước, tỉnh Cà Mau, Việt Nam.

## Địa lý
Xã Hòa Mỹ nằm ở phía tây huyện Cái Nước, có vị trí địa lý:
- Phía đông giáp xã Đông Hưng và xã Tân Hưng
- Phía tây giáp huyện Phú Tân và huyện Trần Văn Thời
- Phía nam giáp xã Tân Hưng Đông
- Phía bắc giáp xã Hưng Mỹ.

Xã Hoà Mỹ có diện tích 33,92 km², dân số năm 2022 là 11.339 người, mật độ dân số đạt 334 người/km².

### Địa hình
Nhìn chung, địa hình tương đối bằng phẳng và thấp, địa hình của xã còn bị chia cắt nhiều bởi hệ thống sông, rạch chằng chịt, có nhiều sông rạch là lợi thế về giao thông đường thủy.

### Khí hậu
Khí hậu của huyện Cái Nước nói chung và xã Hoà Mỹ nói riêng mang đặc trưng khí hậu của vùng đồng bằng Sông Cửu Long, về cơ bản, khí hậu ôn hoà, ít khắc nghiệt hơn các vùng khác, nhìn chung thuận lợi cho sản xuất.
Đặc điểm là yếu tố mưa phân mùa là cơ sở để xã quy hoạch sản xuất luân canh 1 vụ lúa, một vụ tôm, nhưng trong điều kiện chưa chủ động về thủy lợi nên việc sản xuất vụ lúa trên đất nuôi tôm còn phụ thuộc nhiều vào thời tiết.

### Thủy văn
Vào mùa mưa (mùa nước ngọt) làm trôi đất theo các tuyến giao thông bộ, cộng với thủy triều đưa nước biển ra vào thường xuyên, mang theo một lượng phù sa lớn làm nhanh bồi lắng ở các sông, kênh thủy lợi, nên việc nạo vét kênh mương thủy lợi rất tốn kém, phải đầu tư thường xuyên. Ngoài ra, trong mùa khô (mùa gió chướng) nước biển dâng cao, gây tình trạng tràn mặn, ảnh hưởng đến sản xuất và đời sống của nhân dân, vì vậy công tác ngăn mặn và chống tràn là công việc phải làm hàng năm của địa phương. 

## Hành chính
Xã Hòa Mỹ được chia thành 7 ấp: Cái Bát, Kinh Lách, Kinh Tư, Lợi Đông, Rau Dừa C, Thị Tường, Thị Tường B.

## Lịch sử
Ngày 25 tháng 7 năm 1979, Hội đồng Chính phủ ban hành Quyết định số 275-CP về việc thành lập xã Hòa Mỹ trên cơ sở một phần của xã Hưng Mỹ.
Ngày 14 tháng 2 năm 1987, Hội đồng Bộ trưởng ban hành Quyết định số 33B-HĐBT về việc sáp nhập xã Hòa Mỹ vào xã Hưng Mỹ.
Ngày 23 tháng 11 năm 2004, Chính phủ ban hành Nghị định số 192/2004/NĐ-CP về việc thành lập xã Hòa Mỹ trên cơ sở 3.860,20 ha diện tích tự nhiên và 9.326 nhân khẩu của xã Hưng Mỹ.

## Xã hội

### Y tế
Trạm y tế xã được củng cố và nâng cấp khá đầy đủ so với trước đây, năm 2008 được công nhận đạt chuẩn Quốc gia.
Cơ sở vật chất được đầu tư xây dựng mới và nâng cấp sửa chữa, thiết bị y tế được trang bị thêm, nhiều công nghệ mới trong y học được ứng dụng.
Số y, bác sĩ, thầy thuốc của Trạm y tế đã qua đào tạo có 7 người: Trong đó, có 1 bác sĩ, 4 y sĩ, 1 hộ sinh trung học, 1 dược sĩ.
Tỷ lệ người dân tham gia các hình thức bảo hiểm y tế có 1.896 người, đạt 23,52%.

## Giao thông
Xã Hòa Mỹ là xã thuộc vùng nông thôn sâu của huyện Cái Nước. Trên địa bàn xã tuyến Quốc lộ 1 đi qua với chiều dài 3,6 km, là tuyến đường huyết mạch nối liền xã với huyện, tỉnh, thuận lợi cho việc giao thông đi lại và giao lưu trao đổi hàng hóa với bên ngoài để phát triển các ngành kinh tế của xã.